# L'Enfant-roi (film, 1980)
Pour les articles homonymes, voir L'Enfant-roi.
Pour plus de détails, voir Fiche technique et Distribution.
L'Enfant-roi est un film français réalisé par René Féret et sorti en 1980.

## Fiche technique
- Titre : L'Enfant-roi
- Autre titre : La Tête qui tourne
- Réalisation : René Féret
- Scénario : René Féret
- Photographie : Gilberto Azevedo
- Costumes : Hilton McConnico
- Son : Alix Comte
- Musique : Michel Cœuriot
- Production : Les Films Arquebuse - UGC Images
- Pays d'origine :  France
- Durée : 85 minutes
- Date de sortie : Canada - 5 septembre 1980[1]

## Distribution
- Roger Van Hool
- Michelle Plaa
- Caroline Chaniolleau (de)
- René Féret
- Julien Féret
- Sophie Féret
- Claude-Émile Rosen
- Nicole Jamet